# زایزد
زایزد (به چکی: Zájezd) یک منطقهٔ مسکونی در جمهوری چک است که در شهرستان کلادنو واقع شده‌است.